# Biblioteka pedagogiczna

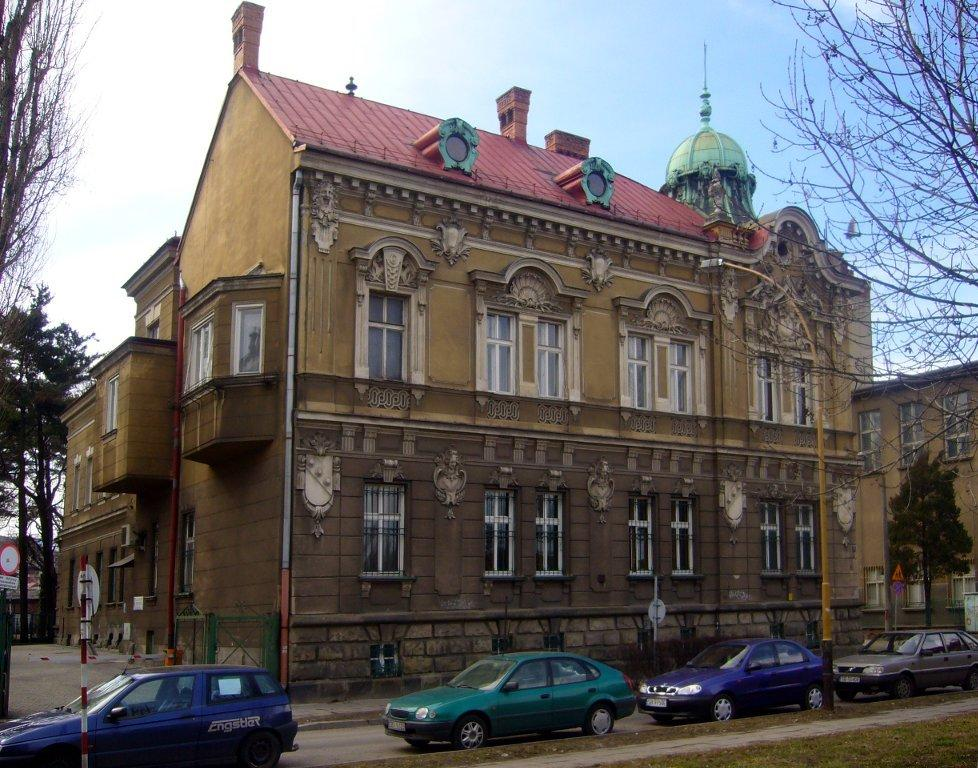
Pałacyk Emanuela Rosta w Bielsku-Białej, obecnie siedziba Pedagogicznej Biblioteki Wojewódzkiej

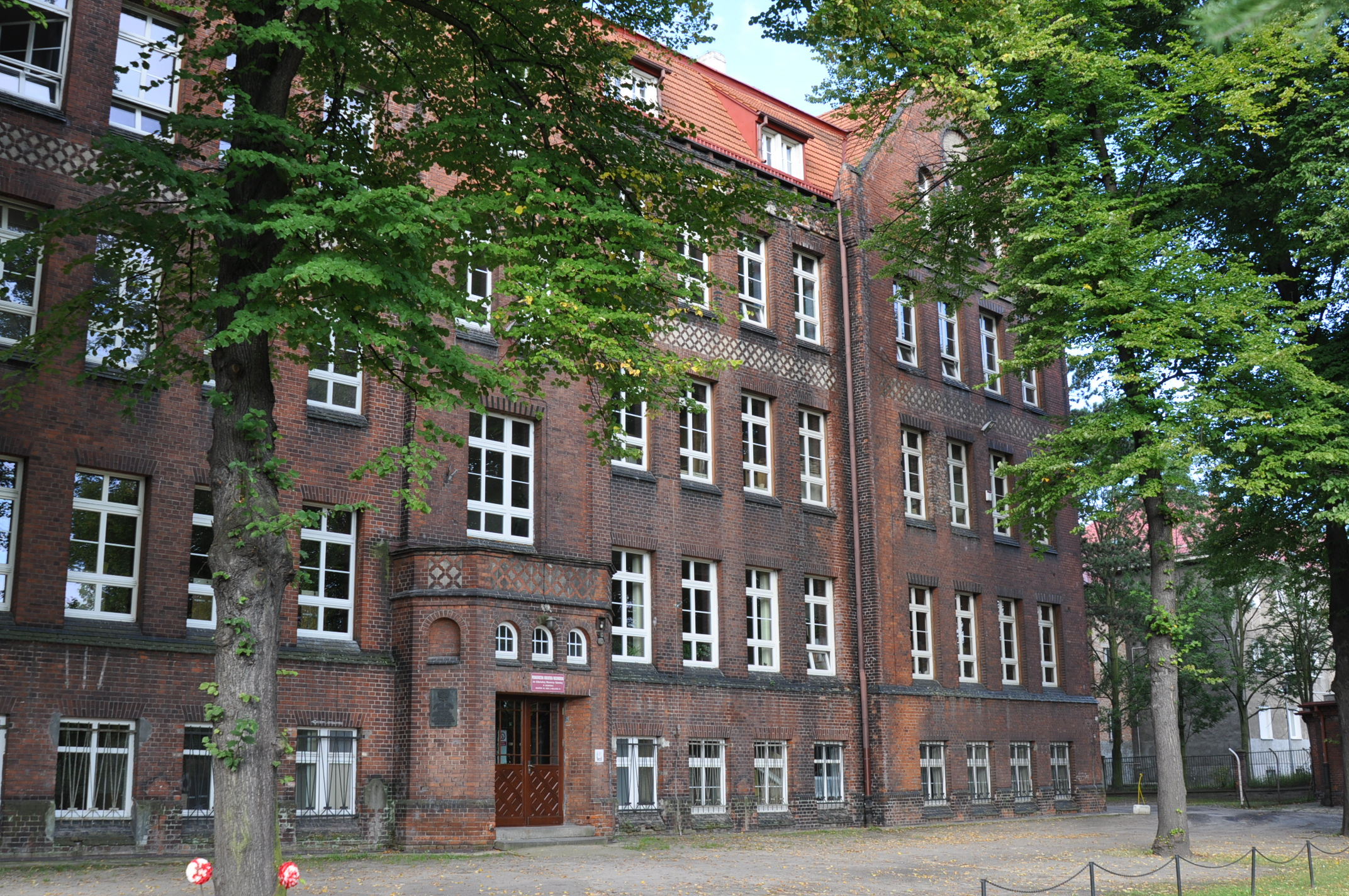
Siedziba Pedagogicznej Biblioteki Wojewódzkiej w Gdańsku

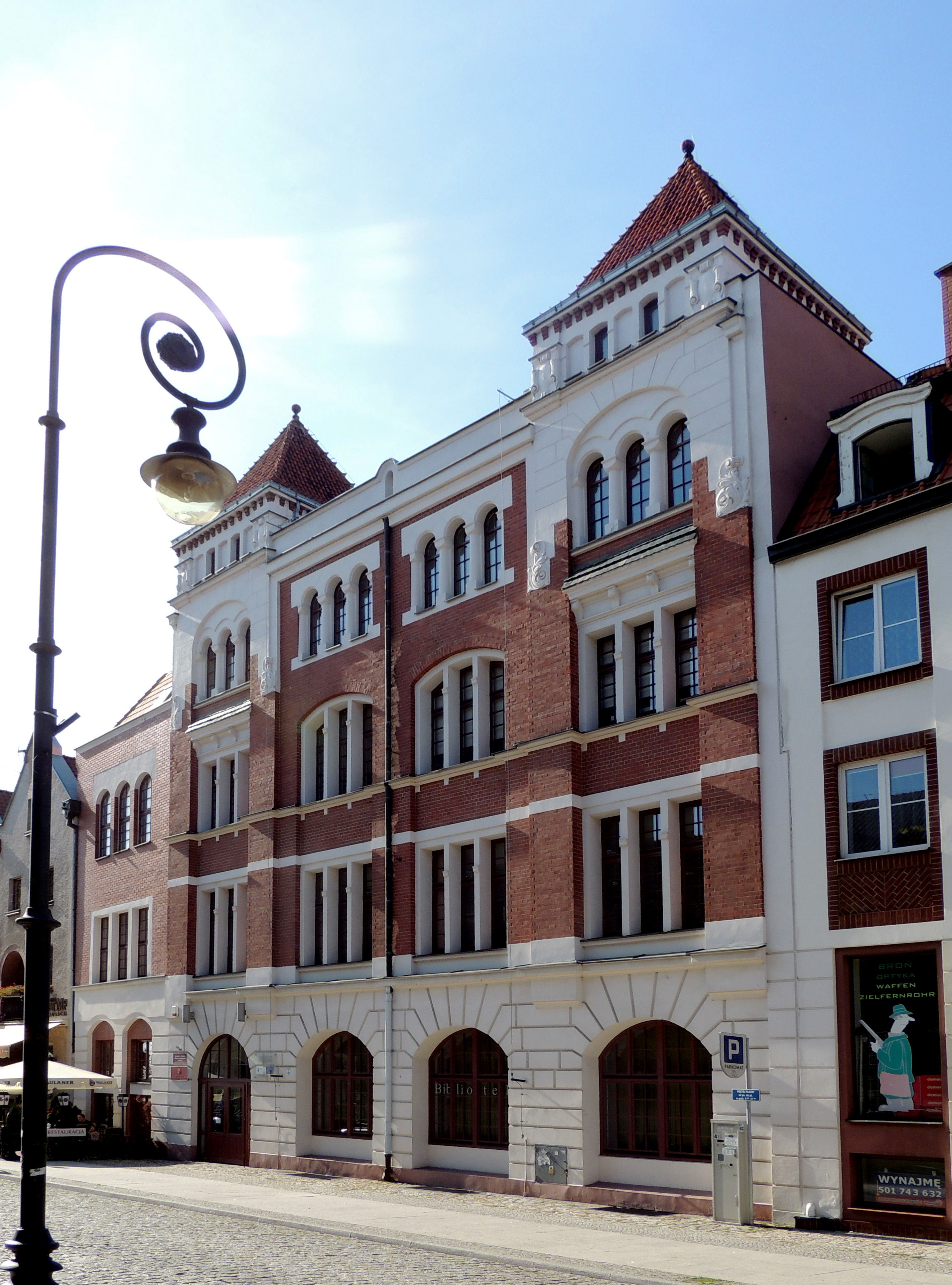
Siedziba Warmińsko-Mazurskiej Biblioteki Pedagogicznej w Elblągu

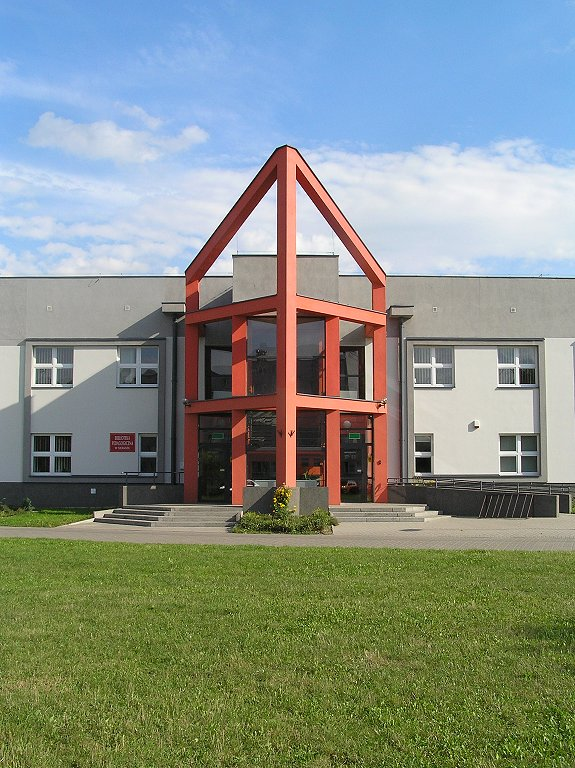
Siedziba Biblioteki Pedagogicznej w Sieradzu

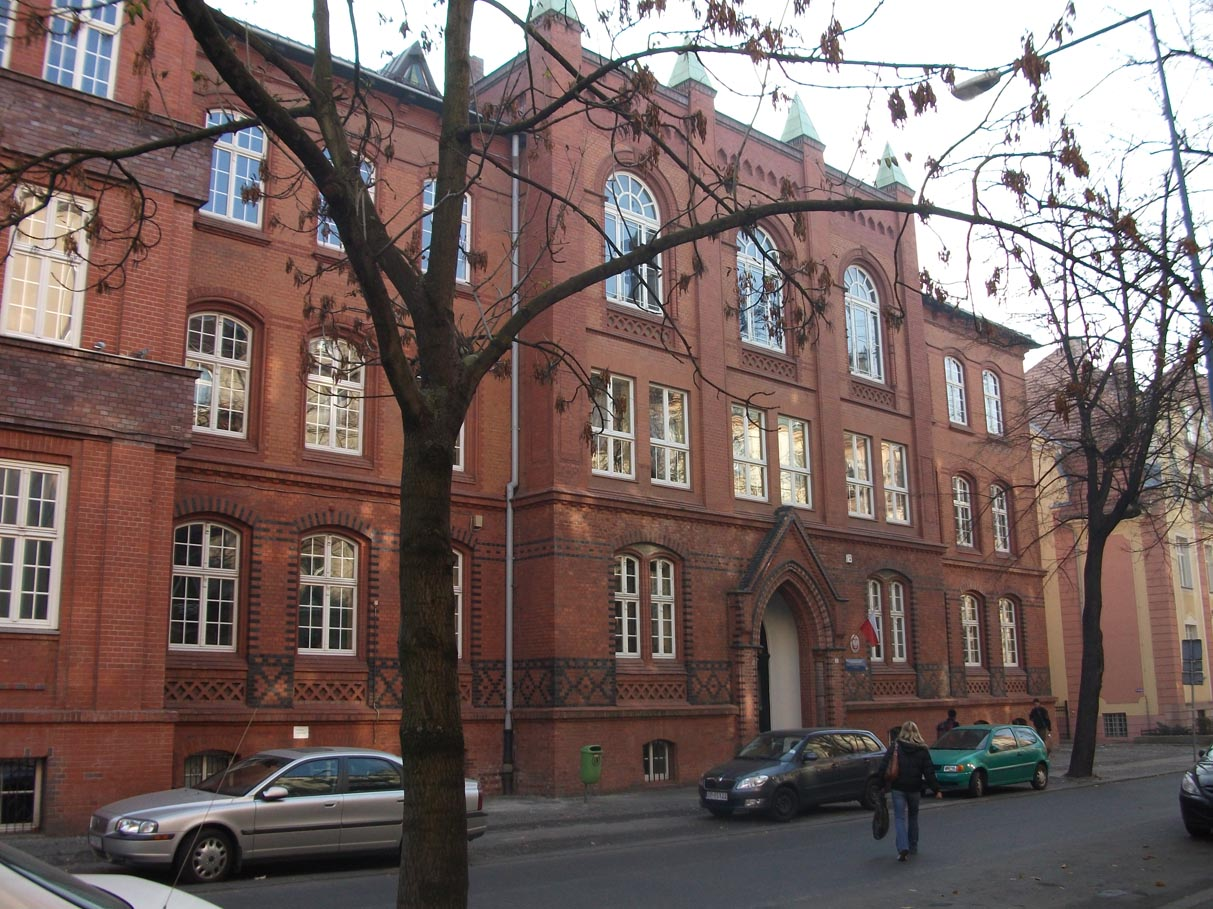
Siedziba Pedagogicznej Biblioteki Wojewódzkiej w Opolu

Biblioteka pedagogiczna – biblioteka specjalistyczna, służąca kształceniu i doskonaleniu pracowników pedagogicznych i pedagogizacji społeczeństwa.
Zgodnie z rozporządzeniem MEN biblioteki pedagogiczne (...) służą w szczególności wspieraniu procesu kształcenia i doskonalenia nauczycieli, a także wspieraniu działalności szkół, w tym bibliotek szkolnych, oraz placówek, o których mowa w art. 2 pkt 3–5 i 7 ustawy z dnia 7 września 1991 r. o systemie oświaty, zakładów kształcenia nauczycieli i placówek doskonalenia nauczycieli.
W Polsce biblioteki pedagogiczne prowadzone są przez samorządy województw jako oświatowe jednostki organizacyjne nieposiadające osobowości prawnej – jako instytucje działające samodzielnie lub w strukturach placówek doskonalenia nauczycieli (w odróżnieniu od wojewódzkich bibliotek publicznych, działających jako posiadająca osobowość prawną samorządowa instytucja kultury lub jako jej część).

## Ogólna charakterystyka
Z danych ogłaszanych przez GUS wynika, że na koniec wieku XX liczba bibliotek pedagogicznych wraz ich filiami wynosiła 340, w pierwszej dekadzie XXI w liczba ta zmniejszyła się do  331 (w roku 2009). Największą ich liczbę odnotowano w roku 2003 – było ich 346. W 2011 r. było 327 bibliotek pedagogicznych na ogólna liczbę 10252 bibliotek i placówek informacyjno-bibliotecznych. Biblioteki pedagogiczne działają we wszystkich województwach (w większości powiatów). 
Biblioteki te gromadzą, opracowują i udostępniają zbiory dla potrzeb szeroko rozumianej edukacji. Służą wszystkim pracownikom oświaty, przede wszystkim nauczycielom wszelkich typów szkół (i stopni), osobom przygotowującym się do zawodu nauczycielskiego, studentom, uczniom. Coraz więcej bibliotek otwiera swe podwoje dla wszystkich osób zainteresowanych nauką. 
Rodzaje zbiorów występujących w tych placówkach to: książki, czasopisma i zbiory specjalne. Statystyki GUS wskazują, że książki stanowią większość zbiorów, ale w ostatnich latach wzrasta zasób dokumentów elektronicznych. Biblioteki pedagogiczne dbając o jak największą aktualność dostarczanej wiedzy prenumerują dużą liczbę czasopism fachowych. Na koniec XX wieku liczba tytułów czasopism udostępnianych w bibliotekach pedagogicznych wynosiła 19640 (a na koniec pierwszej dekady XXI wieku, tj. w 2009 – 18519). Liczba jednostek zbiorów na koniec XX wieku wynosiła prawie 14,5 mln, na koniec pierwszej dekady XXI wieku 15,2 jednostek.
Wszystkie biblioteki pedagogiczne posiadają dobrze rozbudowany warsztat informacyjny. Wydziały opracowania zbiorów i wydziały informacyjno-bibliograficzne dostarczają szczegółowych danych dotyczących wszystkich zbiorów. Biblioteki posiadają katalogi wszystkich rodzajów zbiorów. Obecnie są to przede wszystkim katalogi komputerowe, do których dostęp jest zarówno w poszczególnych placówkach jak i online. Ponadto istnieją kartoteki zagadnieniowe, opracowywane są zestawienia bibliograficzne, wydawane są drukiem biuletyny, informatory. Biblioteki pedagogiczne prowadzą  własne strony internetowe, a nawet serwisy edukacyjne (funkcjonujące w Internecie). Kadra bibliotek pedagogicznych jest wysoko wykwalifikowana. Zatrudnione w nich osoby legitymują się wyższym wykształceniem bibliotekarskim, w większości przypadków mają także przygotowanie pedagogiczne. 
Biblioteki pedagogiczne działają w rozmaitych strukturach  organizacyjnych. Zgodnie z literaturą przedmiotu wyróżniamy 3 układy organizacyjne: hierarchiczny (w skład biblioteki wchodzi jednostka macierzysta i podległe  jej filie), równoległy z koordynatorem (jedna biblioteka pełni rolę koordynatora kilku innych, autonomicznych), równoległy bez koordynatora (biblioteki na danym obszarze funkcjonują oddzielnie,  samodzielnie).
Biblioteki pedagogiczne wpisują się w systemem doskonalenia nauczycieli. Współpracują z placówkami doskonalenia, niekiedy tworzą zespoły edukacyjne wraz z takimi ośrodkami lub działają wewnątrz struktury (niesamodzielnie) instytucji doskonalenia nauczycieli. 
Obecnie (od 1999 roku) są finansowane przez samorządy wojewódzkie.

## Historia

### Okres międzywojenny

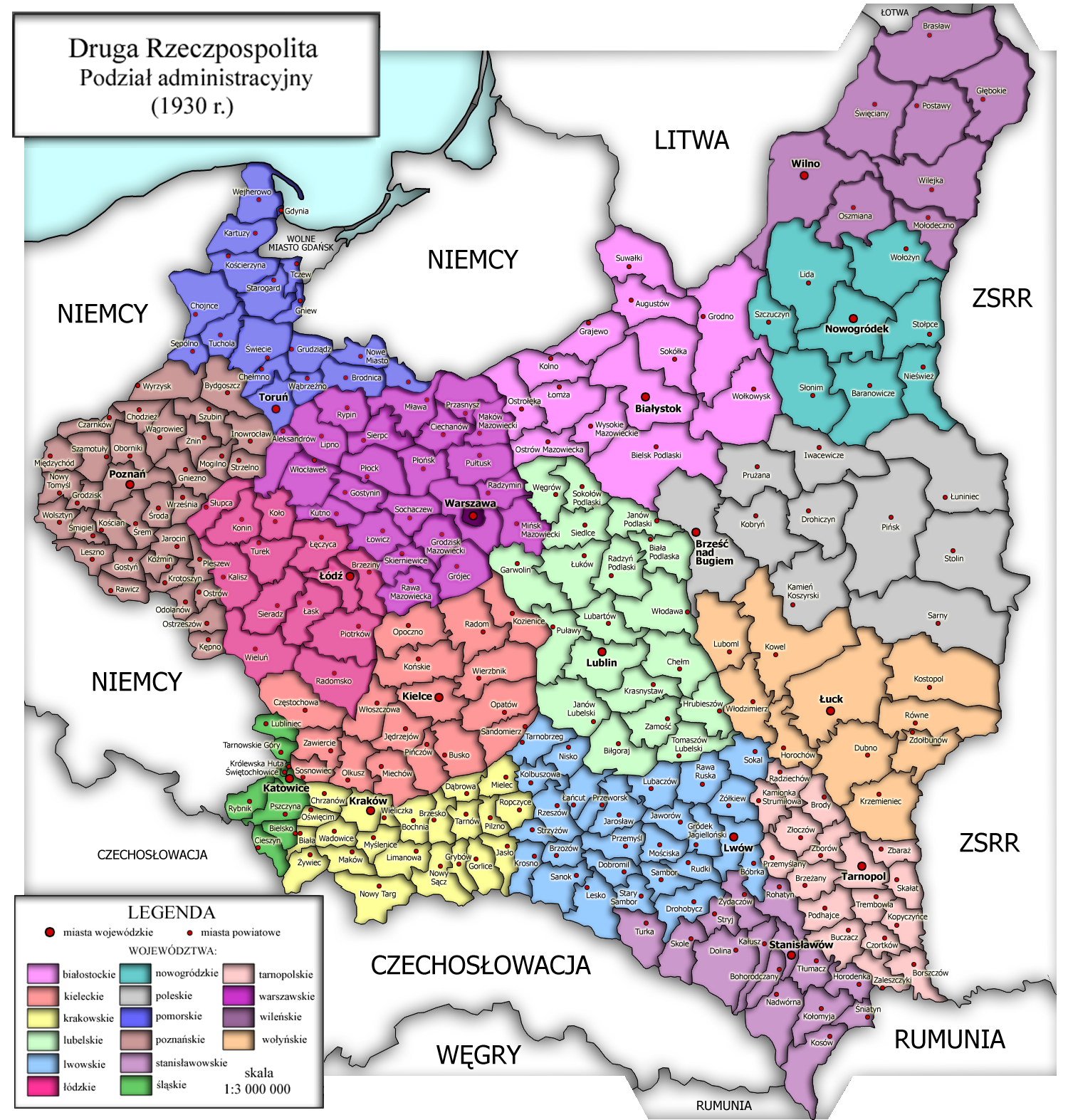
Podział administracyjny II Rzeczypospolitej

Idea powoływania do życia bibliotek pedagogicznych powstała w Polsce okresie 20-lecia międzywojennego. Wieloletni brak niepodległości pozostawił po sobie ogromne braki w dziedzinie oświaty. Liczba nauczycieli była mniejsza niż w krajach rozwiniętych, ponadto  kadra nauczycielska nie miała pomocy szkolnych, problemem było zaopatrzenie szkół w podręczniki. Władze niepodległej Polski podjęły uchwały mające na celu organizowanie bibliotek pedagogicznych, aby polepszyć warunki pracy nauczyciela, pomóc nauczycielom w zdobywaniu i pogłębieniu wiedzy ogólnej i zawodowej. Nie było jednak jednego aktu prawnego regulującego powoływanie i funkcjonowanie tych bibliotek. Wstępnie powoływanie bibliotek nauczycielskich było określone przez zarządzenie Ministerstwa Wyznań Religijnych i Oświecenia Publicznego z dnia 23 VIII 1921 r., a szereg wytycznych znalazło się w okólnikach wydawanych przez kuratorów (np. w Okólniku Kuratora Okręgu Szkolnego Pomorskiego z 4 maja 1932 r., Okólniku K.O.S. Wołyńskiego z dn. 31 grudnia 1929 r.). Poszczególne Kuratoria Okręgów Szkolnych powoływały biblioteki pedagogiczne na podstawie statutów, tworzonych i zatwierdzanych indywidualnie dla każdej książnicy. Istniało 10 kuratoriów: w Brześciu, Krakowie, Lublinie, Lwowie, Łodzi, Poznaniu, Równem, Toruniu, Warszawie, Wilnie oraz Wydział Oświecenia Publicznego Województwa Śląskiego w Katowicach. Funkcję biblioteki pedagogicznej na znacznie szerszą skalę niż biblioteki kuratoriów pełniła Biblioteka Ministerstwa Wyznań Religijnych i Oświecenia Publicznego (WRiOP) w Warszawie. Istniały biblioteki centralne i oddziały. Powstawały one w różnym czasie od 1921 do 1938 roku. Bezpośredni nadzór nad pedagogicznymi bibliotekami sprawowały poszczególne kuratoria, a pieczę nad wszystkim  miało Ministerstwo WRiOP. Kierownikami bibliotek byli z reguły nauczyciele szkół średnich. Kadra liczyła o jednego do kilku pracowników. Biblioteki posiadały Rady Biblioteczne lub Zarządy.  
Biblioteki pedagogiczne służyły głównie nauczycielom i innym pracownikom oświaty (urzędnikom Kuratoriów i Inspektoratów Szkolnych). Korzystali z niech również słuchacze Pedagogiów i w niektórych bibliotekach uczniowie najwyższych klas szkół średnich. Zbiory udostępniano na miejscu lub wypożyczając na zewnątrz, w tym między innymi za pośrednictwem poczty.
Biblioteki pedagogiczne klasyfikowane były jako naukowe specjalne. W swoich zasobach miały głównie dzieła pedagogiczne, ponadto różne działa naukowe, niektóre z bibliotek (w Katowicach, Krakowie, Lwowie, Toruniu i Równem) rozszerzały gromadzenie i udostępnianie zbiorów o dziedziny pokrewne. Biblioteka Instytutu Pedagogicznego posiadała beletrystykę pedagogiczną, biblioteka lwowska cenne zbiory związane z historią szkolnictwa, a wśród nich sprawozdania z gimnazjów i seminariów nauczycielskich. W księgozbiorach większości bibliotek  była też dostępna literatura piękna klasyczna i współczesna, biblioteka wileńska gromadziła również literaturę dla dzieci i młodzieży, a w bibliotece toruńskiej znajdowały się pozycje ze wszystkich dziedzin wiedzy. Najzasobniejszą wśród bibliotek pedagogicznych kuratoriów w Polsce międzywojennej była biblioteka krakowska.
Biblioteki pedagogiczne  prowadziły  działalność informacyjno–bibliograficzną, a biblioteka lwowska posiadała szereg poradni. W Krakowie i Łodzi istniały sekcje, które grupowały pedagogów różnych specjalności. Bardziej aktywne (np. biblioteka w Lublinie) współpracowały  z innymi bibliotekami.
Szczegółowe informacje o zbiorach znajdowały się w katalogach poszczególnych jednostek. Były to katalogi alfabetyczne i rzeczowe (w większości bibliotek: katalog działowy). W Krakowie, Lublinie, Lwowie i Równem  wydano także katalogi drukiem katalogi. W Dziennikach Urzędowych KOS zamieszczano wykazy nowych nabytków. Biblioteki pedagogiczne nie tylko gromadziły, opracowywały i udostępniały  książki i czasopisma, prowadziły działalność informacyjną, ale w celach propagowania czytelnictwa i szerzenia wiedzy pedagogicznej organizowały różne imprezy.
Pierwsza samorządowa biblioteka pedagogiczna powstała w Łodzi w 1921 roku, finansowana była z kasy miejskiej oraz składek nauczycielskich. Ta, z braku funduszy, po czterech latach upadła, ale jej zadania i większość zbiorów przejęła powołana w 1925 roku Centralna Biblioteka Pedagogiczna. W ciągu następnych czternastu lat biblioteki pedagogiczne zakładano przy wszystkich kuratoriach. 
Po II wojnie światowej przystąpiono do reaktywacji przedwojennych placówek. Działania te zakończono w 1957 roku, kiedy powołano do życia sieć bibliotek pedagogicznych. Do istniejących 17 pedagogicznych bibliotek wojewódzkich, dołączyło 300 bibliotek powiatowych. Kolejny podział administracyjny państwa zadecydował o zmianach w istniejącej sieci. Powstało wtedy 49 bibliotek wojewódzkich, natomiast biblioteki powiatowe przekształcono w filie. Nowy podział województw w 1999 roku wymusił kolejne zmiany zarówno w nazewnictwie, hierarchii, jak i finansowaniu bibliotek pedagogicznych.

### Siedziby bibliotek w okresie międzywojennym
| Rok  | Miasto   | Nazwa                                                                              | Zdjęcie | Historia |
| ---- | -------- | ---------------------------------------------------------------------------------- | --- | --- |
| 1921 | Warszawa | Biblioteka Ministerstwa Wyznań Religijnych i Oświecenia Publicznego                | | Powstała w 1921 r. Książki kupowane dla urzędników Departamentu Oświecenia i Ministerstwo WRiOP dały początek księgozbiorowi tej biblioteki. Działalność jej regulował statut i regulamin. Biblioteką zarządzał kierownik, który miał do pomocy od 1 do 3 osób. Od 1937 (zgodnie z porozumieniem pomiędzy biblioteką a warszawskim kuratorium) Biblioteka Ministerstwa WRiOP pełniła funkcję centralnej biblioteki pedagogicznej. W roku szkolnym 1936/37 zbiory biblioteki liczyły 22.535 wol. |
| 1921 | Toruń    | Okręgowa Biblioteka Pedagogiczna Kuratorium Okręgu Szkolnego Pomorskiego           | Dzisiejsza siedziba Pedagogicznej Biblioteki Wojewódzkiej w Toruniu, ul. Dąbrowskiego 4                             | Biblioteka została powołana do życia w 1921, a w 1932 roku ją rozwiązano. Przywrócono jej funkcjonowanie w 1938 r. Do zarządzania biblioteką Kurator Okręgu Szkolnego Pomorskiego powołał Komisję Biblioteczną oraz kierownika biblioteki – nauczyciela szkoły średniej, rekomendowanego przez Komisję. Działalność biblioteki była finansowana przez Kuratorium, a książki i sprzęt kupowane były z dotacji państwowych, opłat czytelników i darowizn. W OBP w Toruniu była centrala wysyłkowa na cały okręg pomorski. W roku 1939 księgozbiór liczył około 10.000 woluminów. Zadania biblioteki określał statut: „Okręgowa Biblioteka Pedagogiczna Kuratorium Okręgu Szkolnego Pomorskiego w Toruniu ma na celu dostarczanie nauczycielstwu książek i czasopism naukowych ze specjalnym uwzględnieniem literatury pedagogicznej, a przez to pogłębienie wiedzy zawodowej i umożliwienia pracy naukowej nauczycielstwu szkół wszystkich typów, pracujących na terenie okręgu pomorskiego”. Od 1938 r. toruńska biblioteka posiadała filię w Grudziądzu. Biblioteka pedagogiczna w Grudziądzu istniała już wcześniej. W 1932 r. została zasilona książkami ze zlikwidowanej biblioteki toruńskiej. W latach 1932–1936 była oddziałem biblioteki pedagogicznej w Poznaniu. Finansowanie jak w bibliotece toruńskiej. |
| 1922 | Kraków   | Centralna Biblioteka Nauczycielska Okręgu Szkolnego Krakowskiego                   | Siedziba Centralnej Biblioteki Nauczycielskiej Okręgu Szkolnego Krakowskiego w latach 1922-1968, Plac Na Groblach 9 | Powstała w 1922 roku. Zatwierdzenie statutu i regulaminu nastąpiło w 1926 r. Biblioteką zarządzał kierownik mianowany przez kuratora. CBN była instytucja autonomiczna. Na księgozbiór złożyły się książki z dwunastu krakowskich bibliotek szkół średnich oraz bibliotek szkół w Tarnowie i Nowym Sączu. W roku szkolnym 1926/27 zbiory wynosiły ok. 9.000, kilkanaście tysięcy broszur i ok. 1.400 książek beletrystycznych. W 1937 roku księgozbiór (druki zwarte i czasopisma) wynosił ok. 38.000 woluminów. CBN nie tylko była miejscem, w którym udostępnia się książki i czasopisma, ale pełniła też funkcję ośrodka metodycznego. Utworzono w niej sekcje różnych specjalności, których członkowie pełnili rolę doradców. Organizowano w niej spotkania, wygłaszano odczyty i referaty. |
| 1924 | Wilno    | Centralna Biblioteka Pedagogiczna Kuratorium Okręgu Szkolnego Wileńskiego          | | Rozpoczęła swą działalność w 1924 (w tym też roku zatwierdzono jej statut i regulamin). Do prowadzenia biblioteki powołano Zarząd (w składzie: wizytator Kuratorium, pięciu przedstawicieli wileńskich organizacji nauczycielskich oraz bibliotekarz). W 1932 r. zmieniony statut oprócz Zarządu mówił o Radzie Bibliotecznej (powoływanej przez Kuratora Okręgu Szkolnego). Finansowanie biblioteki odbywało się z dotacji państwowych i składek czytelników. W 1925 biblioteka posiadała 6.500 woluminów, a w 1938 - 32.668 książek i 170 czasopism. W celach informacyjnych co miesiąc wywieszano w bibliotece spisy nowych nabytków, a w 1931 r. takie wykazy rozsyłano co kwartał do szkół. Liczba czytelników w r. 1925 wynosiła 2.349, w 1938 - 43.547. |
| 1925 | Łódź     | Państwowa Centralna Biblioteka Pedagogiczna w Łodzi                                | Pierwsza siedziba Państwowej Centralnej Biblioteki Pedagogicznej w Łodzi, ul. Andrzeja 7                            | Działała od 1925 r. w oparciu o statut zatwierdzony przez Ministerstwo WRiOP. Finanse w połowie zapewniało Ministerstwo, a w połowie z dobrowolnych składek nauczycieli i darów od instytucji i osób prywatnych. Statut określał, że funkcje kierowniczą powierza się naczelnikowi Wydziału II KOS Łódzkiego. Biblioteka posiadała pracownię naukową, dwie czytelnie czasopism. W księgozbiorze były książki z zakresu pedagogiki, psychologii, filozofii, socjologii, metodyk nauczania, historii i literatury. W 1928 r. placówka posiadała 6390 woluminów druków zwartych (wpisanych do inwentarza) oraz 1.047 woluminów w depozycie, a 1939 20 000 książek i 1 200 roczników czasopism. W Bibliotece Pedagogicznej w Łodzi znajdował się katalog alfabetyczny i rzeczowy (od 1930 r. – w systemie dziesiętnym Deweya). Pierwszy kierownik biblioteki opracował bibliografie artykułów pedagogicznych zamieszczonych w czasopismach polskich, współpracował z Biblioteką Uniwersytecką w Poznaniu w zakresie przygotowania "Centralnego katalogu czasopism i wydawnictw ciągłych..." (Poznań 1930). W PCBP w łodzi odbywały się odczyty, wykłady i naukowe z dziedziny najnowszych prądów pedagogicznych. Przy bibliotece działały też koła naukowe dla nauczycieli. |
| 1925 | Grodno   | Państwowa Biblioteka Pedagogiczna w Grodnie                                        | | Od 1925 roku istniała państwowo-społeczna biblioteka organizacji nauczycielskich. W 1933 r. została ona przejęta przez KOS Wileńskiego i została przekształcona w filię Centralnej Biblioteki Pedagogicznej w Wilnie. Kuratorium nadało bibliotece nowy statut. Biblioteka posiadała katalog alfabetyczny i katalog działowy. W 1934 biblioteka posiadała 354 książki i 54 tytuły czasopism, a w 5905 druki zwarte i 69 tytułów czasopism. |
| 1925 | Lwów     | Państwowa Centralna Biblioteka Pedagogiczna Kuratorium Okręgu Szkolnego Lwowskiego | | Powstała w 1925 r., lecz statut i regulamin biblioteki ogłoszono w roku 1934. Jako zadania biblioteki zapisane w statucie podano obok udostępniania księgozbioru (w czytelni i wypożyczalni) prowadzenie ewidencji bibliografii krajowej i zagranicznej literatury pedagogiczno – dydaktycznej i działalności informacyjnej. Nadzór na biblioteką sprawował wizytator KOS, biblioteką zarządzał kierownik i Rada Biblioteczna, złożona z lwowskich nauczycieli (po jednym z każdego przedmiotu). Ze zbiorów mogli korzystać nie tylko nauczyciele, ale i inne osoby (opłacały wpisowe lub kaucje i abonament). Księgozbiór obejmował materiały z historii wychowania i szkolnictwa, psychologii, pedagogiki, metodyki specjalnej wszystkich przedmiotów nauki, podręczniki szkolne i pomoce dydaktyczne. W posiadaniu biblioteki były archiwalne sprawozdania seminariów nauczycielskich, szkół wydziałowych, zawodowych, burs i internatów, również charakterystyki środowisk regionalnych. Opracowano dzieje szkół. W 1938 roku biblioteka posiadała 15.000 dzieł i 130 czasopism. W bibliotece znajdowały się katalogi alfabetyczny i rzeczowy oraz oddzielny katalog dla młodzieży dzieł popularnonaukowych ze wszystkich przedmiotów nauczania. Biblioteka prowadziła działalność informacyjną zamieszczając odezwy w Dzienniku Urzędowym oraz opracowując trzytomową publikację: Lwowska Biblioteka Pedagogiczna. Przy bibliotece pedagogicznej we Lwowie istniało kilka poradni dla całego okręgu Kuratorium Lwowskiego, które obok bezpośredniego poradnictwa wydawały przewodniki samokształceniowe. |
| 1927 | Lublin   | Centralna Biblioteka Pedagogiczna Kuratorium Okręgu Szkolnego Lubelskiego          | | Biblioteka działała od 1927 r. przy Wydziale Oświaty Pozaszkolnej, w 1931 r. usamodzielniła się i stała się biblioteką pedagogiczną KOS. Zgodnie z Regulaminem miała służyć nauczycielom, by mogli się dokształcać. Biblioteka gromadziła i udostępniała dzieła z zakresu metod nauczania, wychowania i pracy oświatowej. W roku szkolnym 1930/31 księgozbiór liczył 3.881 woluminów, a w 1938/39 - 13.500. Lubelska biblioteka miała bardzo dobrze i wszechstronnie opracowane zbiory. Posiadała katalog alfabetyczny oraz klamrowy katalog działowy oraz wiele starannie opracowanych bibliografii zagadnieniowych. Biblioteka wydawała katalogi drukowane książek. Opracowano też zagadnieniowy katalog czasopism oraz katalog recenzyjny dzieł, zagadnieniowy katalog nauk pedagogicznych i psychologii. Sporządzono okolicznościowe wykazy bibliograficzne i rozsyłano m.in. do szkół. Biblioteka pedagogiczna w Lublinie prowadziła dwie filie w Chełmie i Zamościu. Jednostka macierzysta w Lublinie opiekowała się także bibliotekami szkolnymi i współpracowała z wieloma innymi bibliotekami, z nauczycielami, na konferencjach rejonowych podawano komunikaty bibliograficzne oferowano wykazy nowych nabytków (rozsyłano je też do szkół). |
| 1928 | Katowice | Biblioteka Instytutu Pedagogicznego w Katowicach                                   | Czytelnia obecnej Pedagogicznej Biblioteki Wojewódzkiej w Katowicach                                                | Biblioteka pedagogiczna w Katowicach nie była biblioteką kuratoryjną (KOS), ale pełniła takie same funkcje jak omawiane biblioteki. Była biblioteką powstałego w 1928 r. Instytutu Pedagogicznego. Od roku 1935 Biblioteka pełniła rolę śląskiej centralnej biblioteki pedagogicznej. Księgozbiór był ukierunkowany na potrzeby nauczycieli. Zadaniem biblioteki było udzielanie informacji bibliograficznych. W bibliotece działała wypożyczalnia i czytelnia. Pracę biblioteki normował regulamin. Od 1937/38 r. pracownicy biblioteki brali udział w konferencjach, na których wygłaszali referaty bibliograficzne, informowali o nowościach. Biblioteka prowadziła (w 1936 r.) badania czytelnicze. Księgozbiór obejmował książki z zakresu pedagogiki, psychologii i dziedzin pokrewnych, oraz dziedzin, które były wykładane w Instytucie, a także z tzw. beletrystyki pedagogicznej. Wielkość księgozbioru w pierwszych latach działania nie jest znana, ale w latach 1932–1934 wynosił 2156 pozycji i 60 czasopism, a w latach 1938–1939 – 8460 woluminów oraz 2000 czasopism. |
| 1929 | Poznań   | Okręgowa Biblioteka Pedagogiczna Kuratorium Okręgu Szkolnego Poznańskiego          | | Biblioteka dla szerokiego kręgu odbiorów została otwarta w 1929 r. (choć jej początki sięgają roku 1925), podstawy prawne uzyskała w roku 1932 (zatwierdzenie statutu). W statucie określono odbiorcę i zadania, którym przede wszystkim miało być: „służenie dalszemu kształceniu się zawodowemu nauczycieli i urzędników nadzoru szkolnego Okręgu Szkolnego Poznańskiego”. Zbiory w 1929 wynosiły 10 621 woluminów i 25 tytułów czasopism, a 40 000 druków zwartych w roku 1939, (brak danych ile tytułów czasopism). W latach 1933–1937 Okręgowa Biblioteka Pedagogiczna KOS Poznańskiego prowadziła Oddział w Grudziądzu, która od 1938 roku stała się filią biblioteki toruńskiej (wcześniej opisanej). Zbiory jej w roku 1932/33 wynosiły 3894 dzieł, a w 1935/36 – 5370. Opracowane były według klasyfikacji dziesiętnej. Obok katalogu rzeczowego biblioteka posiadała katalog alfabetyczny. |
| 1929 | Brześć   | Centralna Biblioteka Pedagogiczna przy Kuratorium Okręgu Szkolnego Poleskiego      | | Działała od 1929 r., a w 1931 r. stała się największą biblioteką naukową na Polesiu. Podstawy prawne działalności uzyskała w roku 1930 (zatwierdzenie statutu). Według statut zadaniem biblioteki było dostarczanie nauczycielom książek i czasopism, zwłaszcza pedagogicznych. Finansowana była z dotacji państwowych i składek członkowskich oraz darowizn. W roku 1929/30 zbiory liczyły 4.802 dzieła, a w 1934/35 - 8498. Biblioteka posiadała katalog, wydała też katalog drukiem, lecz brak jest danych, w jakim układzie były te katalogi. |
| 1929 | Równe    | Państwowa Centralna Biblioteka Pedagogiczna w Równem                               | | Na Wołyniu istniały biblioteki nauczycielskie podzielne na główne i podręczne. W Równem biblioteka główną była Państwowa Centralna Biblioteka Pedagogiczna. Powstała ona w 1929 r. Zarządzał nią kierownik mianowany przez Kuratora Okręgu Szkolnego Wołyńskiego. Księgozbiór obejmował pozycje z zakresu pedagogiki, metodyki i organizacji szkolnictwa. Posiadała czasopisma pedagogiczne i naukowe. Brak danych o wielkości zbiorów. Ocalałe źródła podają liczbę 8000 tytułów dzieł w roku 1938 (w 1939 r. został opublikowany katalog ze stanem księgozbioru na dzień 1 września 1938 r.; obejmował on dział pedagogiki (z podziałem na wychowanie, nauczanie, organizacja szkolnictwa) oraz inne działy w układzie wzorowanym na układzie dziesiętnym. |